# Piazza Superiore
La Piazza Superiore, in ceco Horní náměstí, è la piazza storica e principale della città di Olomouc, in Repubblica Ceca. 
Situato nel cuore del centro storico è uno scenario di architetture che vanno dal periodo medievale a quello barocco. Al centro vi sorgono i principali monumenti cittadini: il Municipio e la Colonna della Santissima Trinità.

## Storia e descrizione

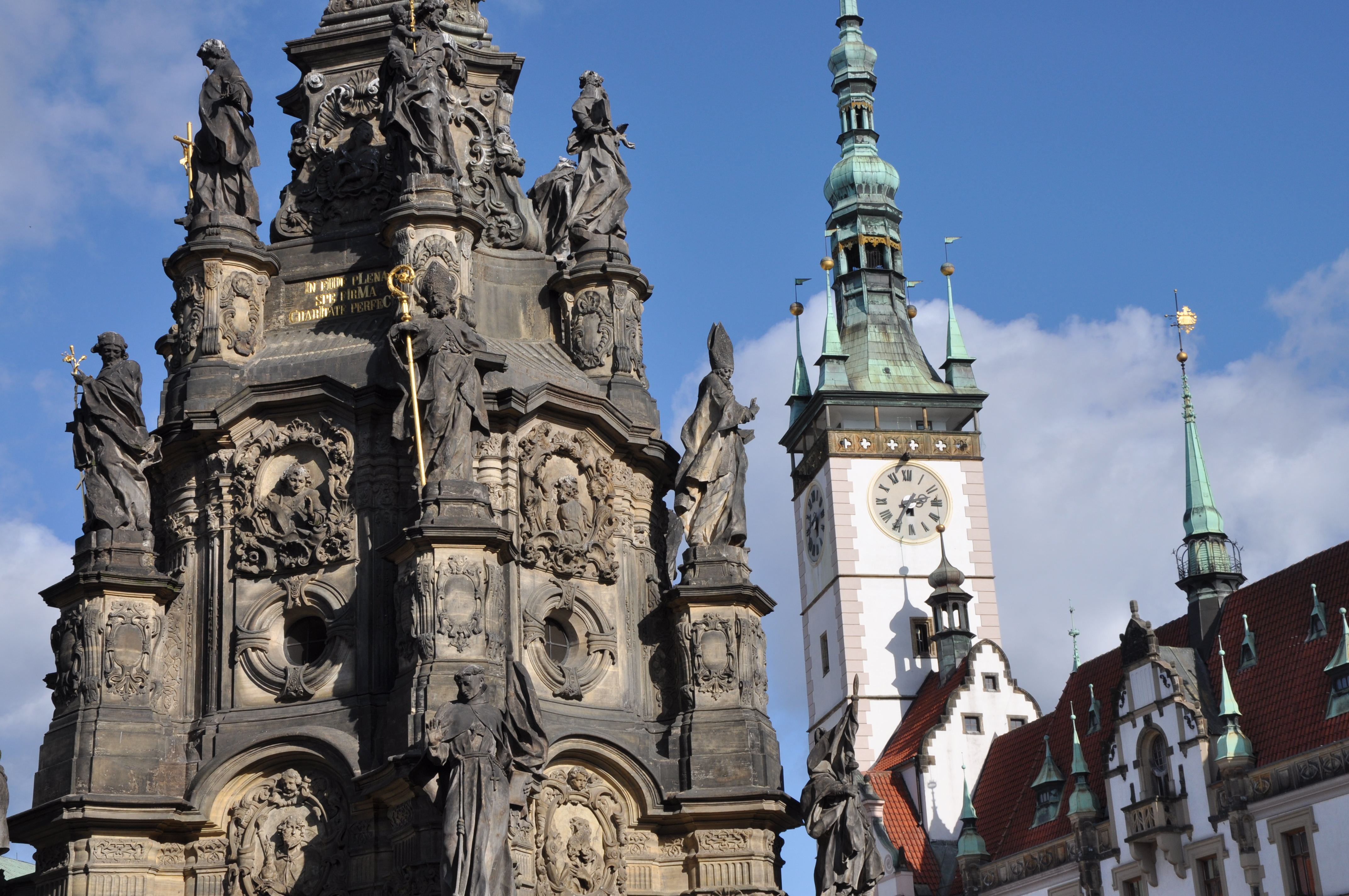

La piazza venne creata nei primi anni del XIII secolo, bonificando le paludi che all'epoca caratterizzavano il luogo. Il primo riferimento scritto risale al 1261, quando il re Ottocaro II di Boemia concesse il permesso di costruirvi un mercato coperto, in quel sito oggi occupato dal Municipio. Allora la piazza portava il nome di Rybí trh, Mercato del Pesce, che terrà fino al secolo scorso.
Nel corso del Medioevo iniziano a costruirvi le loro dimore i ricchi borghesi-mercanti e i nobili, incrementando sempre più l'importanza e il prestigio della piazza. Nel periodo barocco, si ha un interessante rinnovamento degli edifici e la costruzione dell'imponente Colonna della Santissima Trinità e delle tre fontane.
Nel 1899 venne installata la prima linea tranviaria di Olomouc, da Hlavního nádraží a Novou ulici, che attraversava tutta la piazza. Nel 1956 questa linea venne spostata sulla retrostante Pekařská, liberando la piazza.
conservazione, i suoi componenti sono, tra l'altro, Colonna della Santissima Trinità, il Palazzo Comunale, Palazzo Edelmannův Petráš Palazzo, Palazzo Salm, Teatro moravo, Krajinská farmacia e tre fontane.
Durante la Prima Repubblica, e subito dopo la seconda guerra mondiale, la piazza assunse il nome di Masarykovo náměstí, in onore di Tomáš Masaryk, primo presidente della Cecoslovacchia.
L'ultima sistemazione della piazza ha avuto luogo dal 1998 al 2001 quando venne ripavimentata e dotata di nuovi arredi urbani (panchine, illuminazione), e dotata della nuova fontana di Arione. Di fronte l'orologio astronomico venne posto un plastico della città.

## Edifici principali

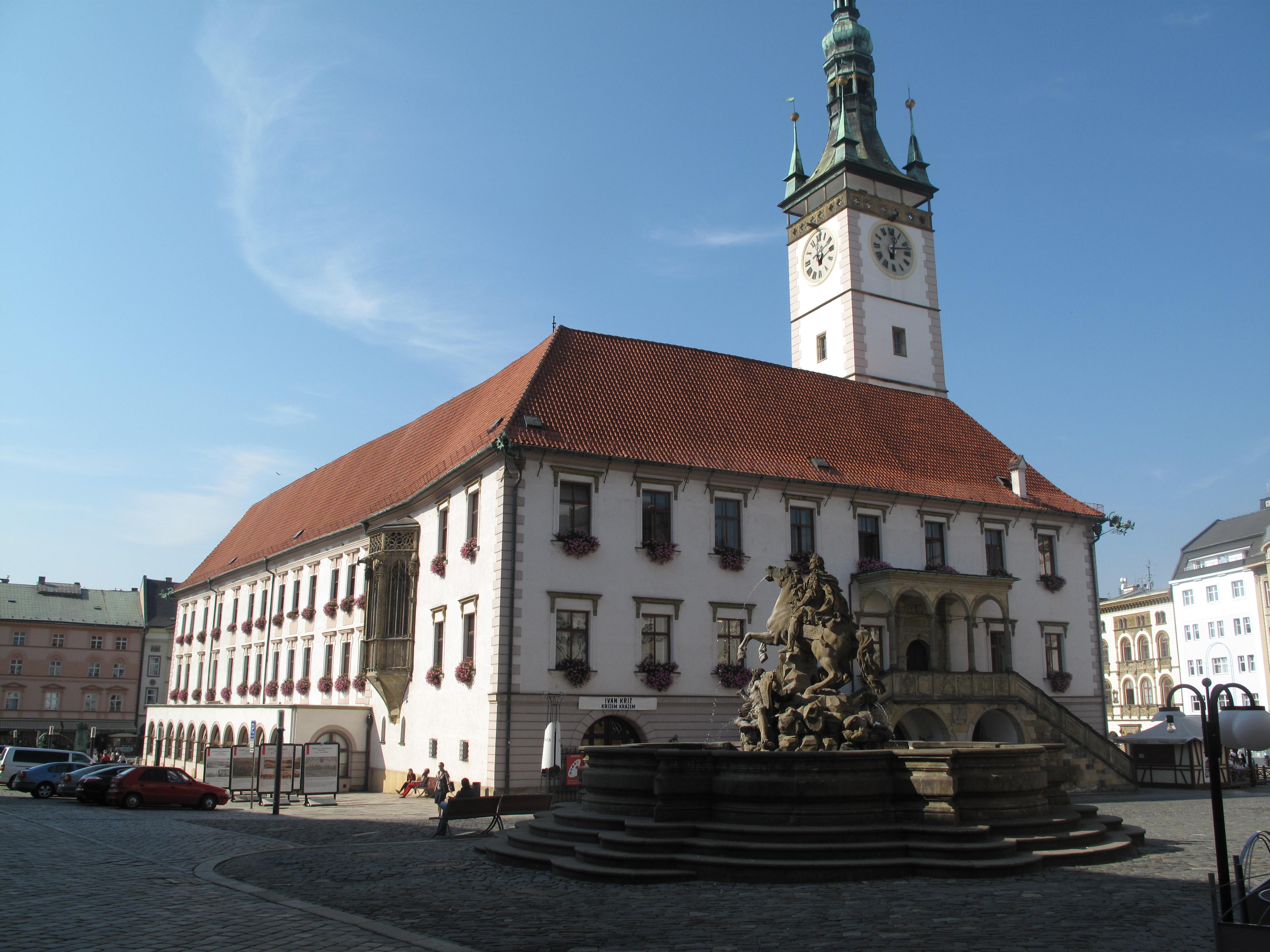
Il Municipio con la Fontana di Giulio Cesare.

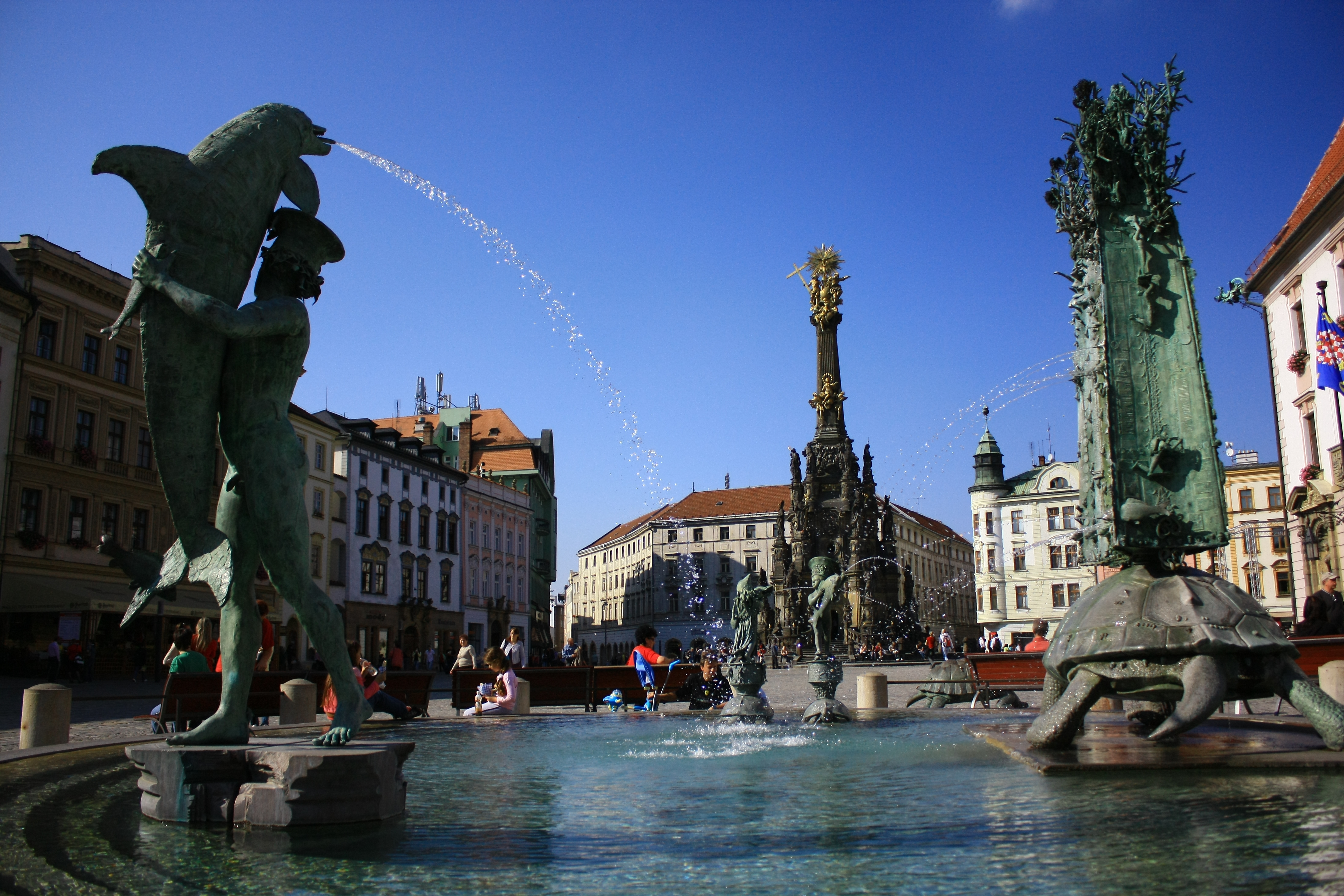
La Fontana di Arionee la Colonna della Trinità.

La piazza ha la forma di un quadrilatero romboide irregolare, disposto verso l'asse est-ovest.

### Centro
- Il Palazzo comunale domina l'intera piazza e ne rappresenta il fulcro. Eretto a partire dal 1378 e più volte rimaneggiato, è accompagnato dalla snella Torre civica e dal caratteristico Orologio astronomico.
- La Colonna della Santissima Trinità, si erge scenograficamente davanti al municipio come un'imponente opera barocca alta 35 metri. Realizzata da Wenzel Render fra il 1716 e il 1754, costituisce il simbolo della città, ed è considerato il più importante gruppo scultoreo barocco della Repubblica Ceca. Nel 2000 venne incluso fra i patrimoni dell'umanità dell'UNESCO per essere "uno dei più eccezionali esempi di espressione artistica barocca dell'Europa centrale".
- Herkulova kašna, La "Fontana di Ercole" si erge davanti l'orologio astronomico, venne realizzata nel 1687[1] da Michael Mandík di Danzica.
- Caesarova kašna, La "Fontana di Giulio Cesare", dedicata al leggendario fondatore della città, si erge di fronte al lato orientale del municipio, e venne realizzata dal viennese Johann Georg Schauberger.
- Ariónova kašna, La "Fontana di Arione", che sorge di fronte al lato sud-ovest del municipio, venne realizzata nel 1995.

### Lato Sud-ovest

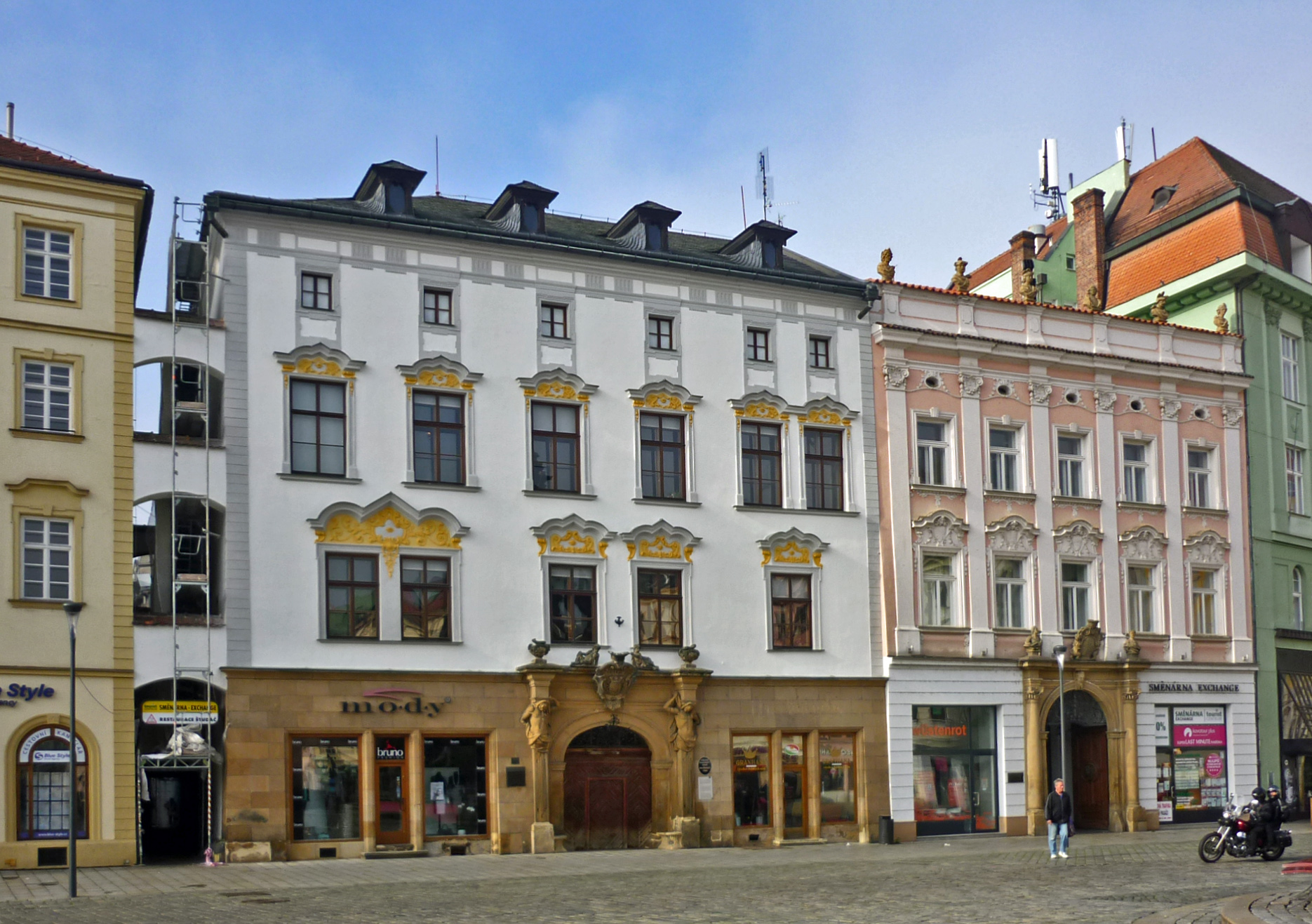
Il lato Sud-ovest.

- nº 410, Petrášův palác, "Palazzo Petráš", di origine medievale, venne eretto in stile rinascimentale nella seconda metà del XVI secolo inglobando due case gotiche, delle quali conserva la serie di archi che l'attacca alla casa sinistra scavalcando la Švédská. Venne rifatto nelle attuali forme barocche tra il 1725 e il 1734 quando venne dotato dello scenografico scalone interno. Dal 1746 al 1751 fu sede della Societas eruditorum incognitorum in terris Austriacis, la prima società erudita della monarchia asburgica.
- nº 409, Dům U Zlatého stromu, "Casa all'Albero d'Oro", di origini gotiche venne rifatta nel periodo rinascimentale e dotata dell'odierna facciata barocca nel primo terzo del XVIII secolo.
- Moravské divadlo, "Teatro Moravo", opera del 1830-31 dell'architetto viennese Joseph Kornhäusel.

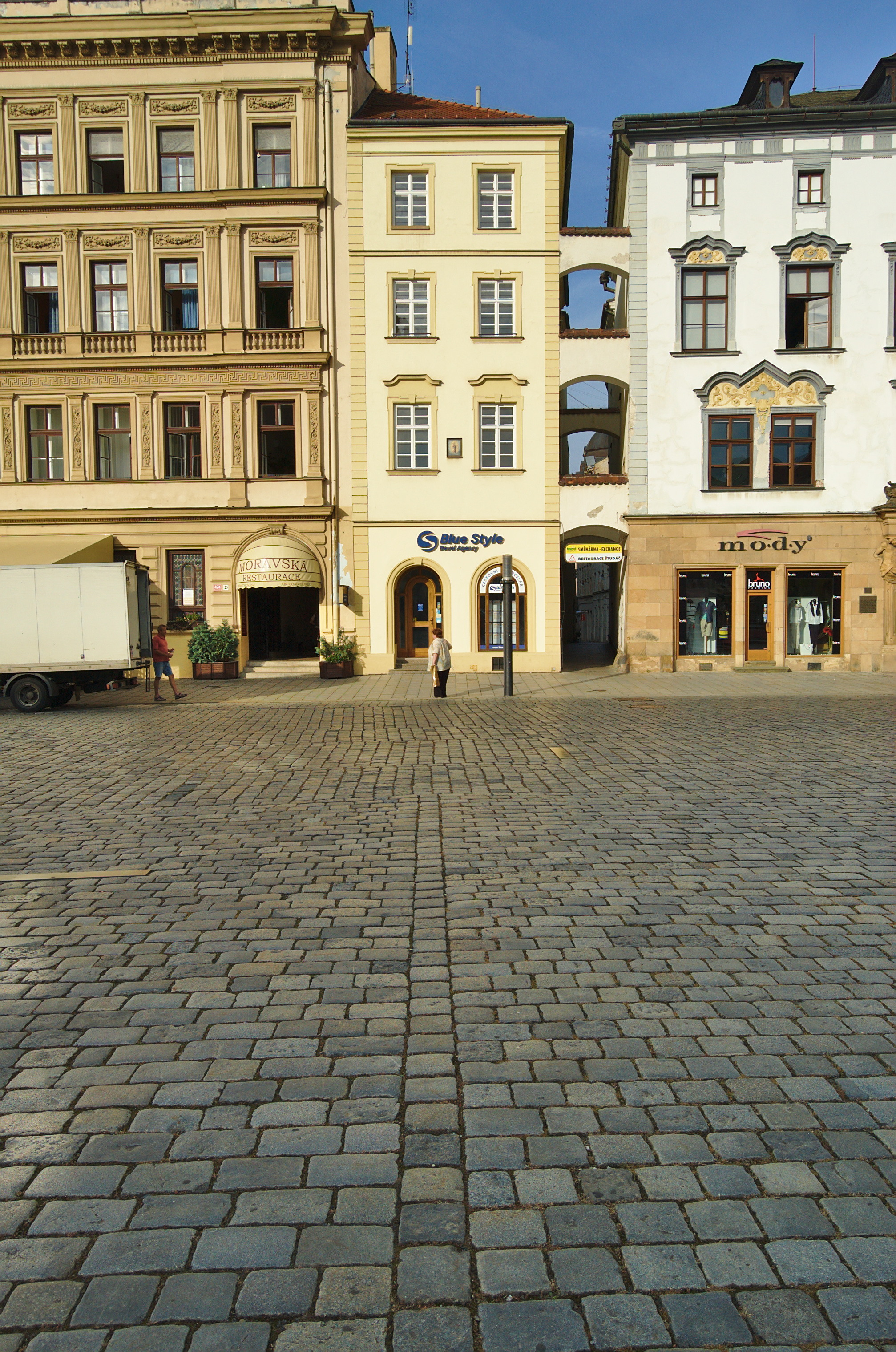
La Švédská con gli archi medievali.
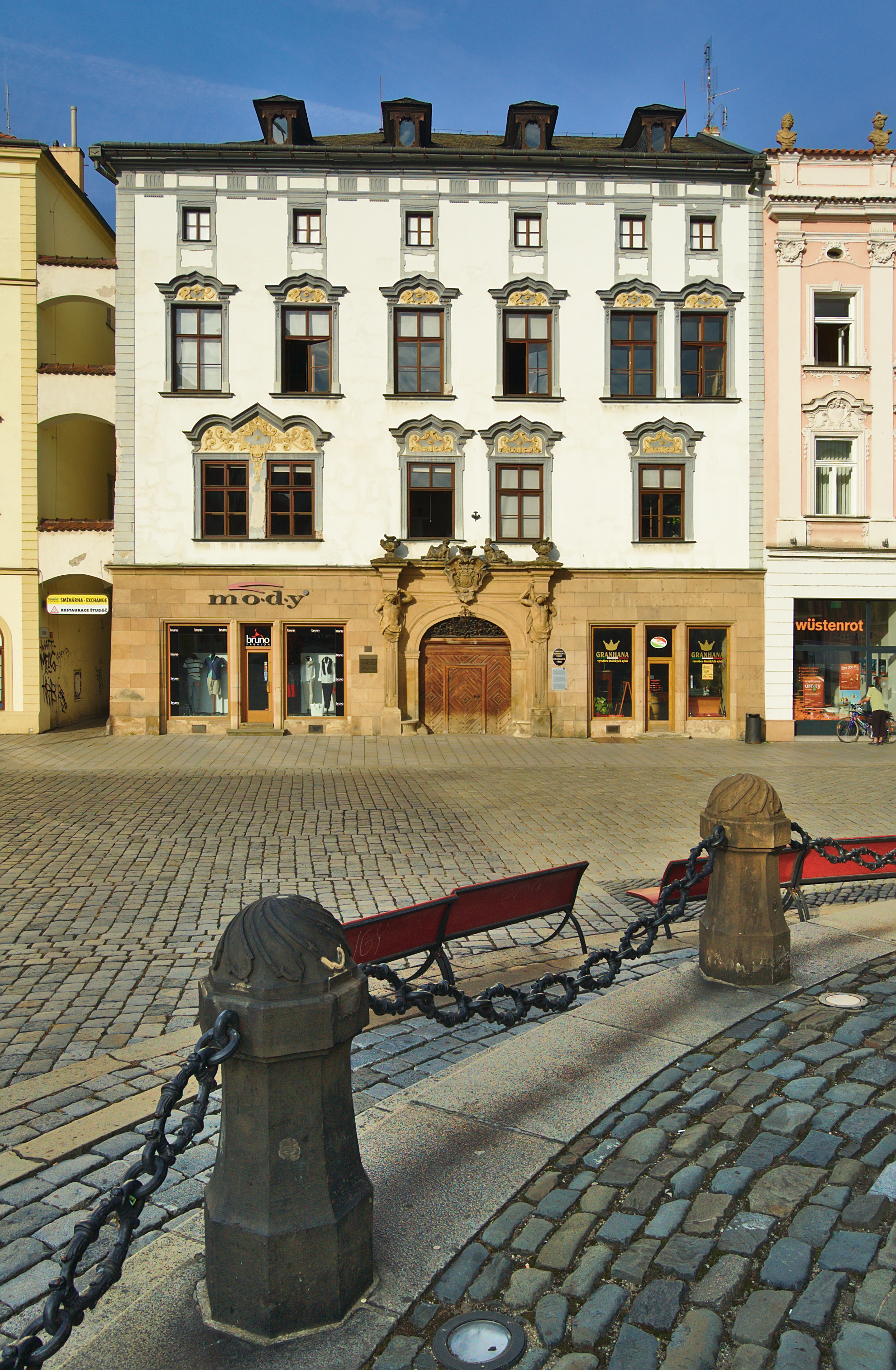
Palazzo Petráš.
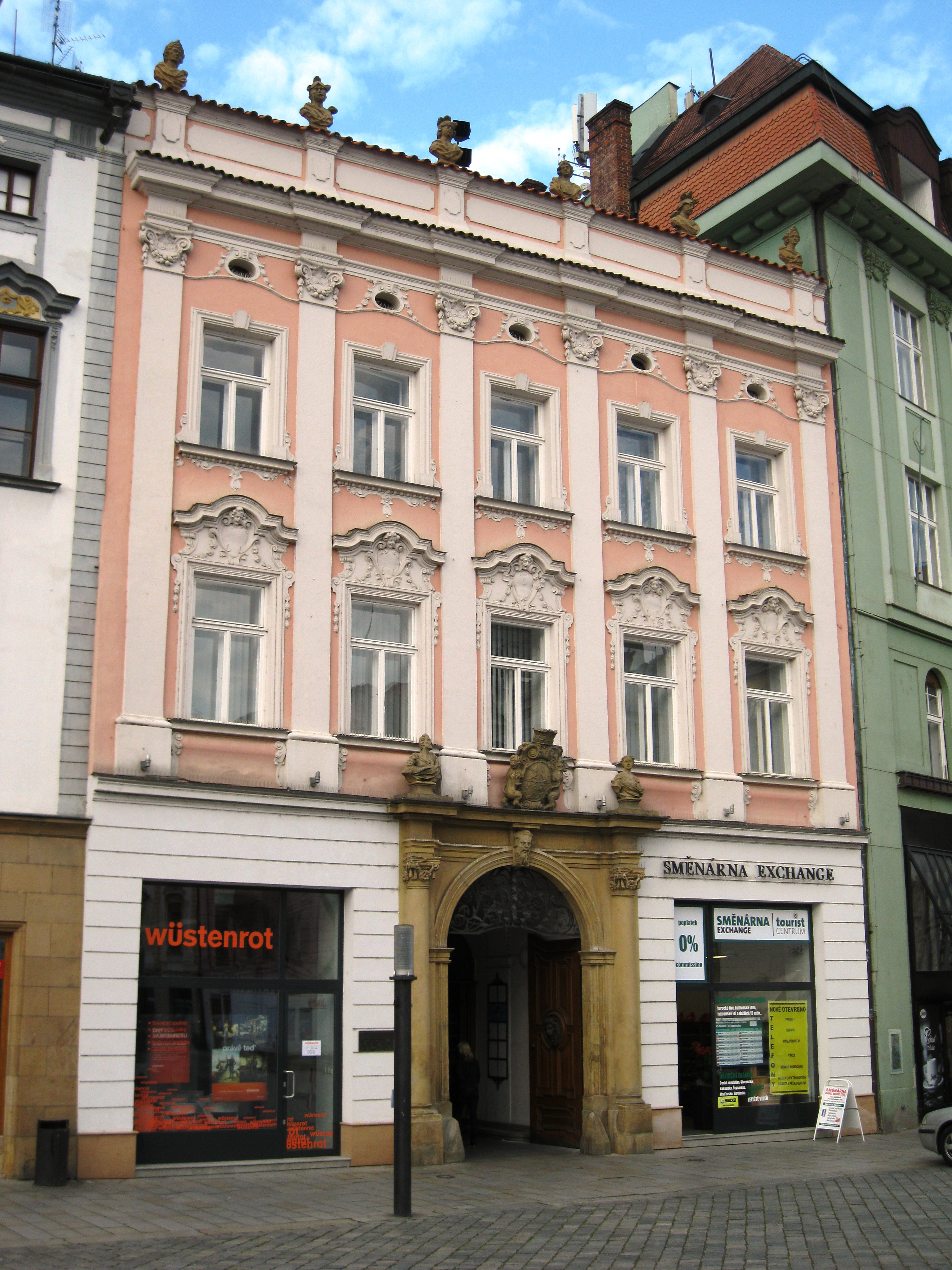
Casa all'Albero d'Oro.
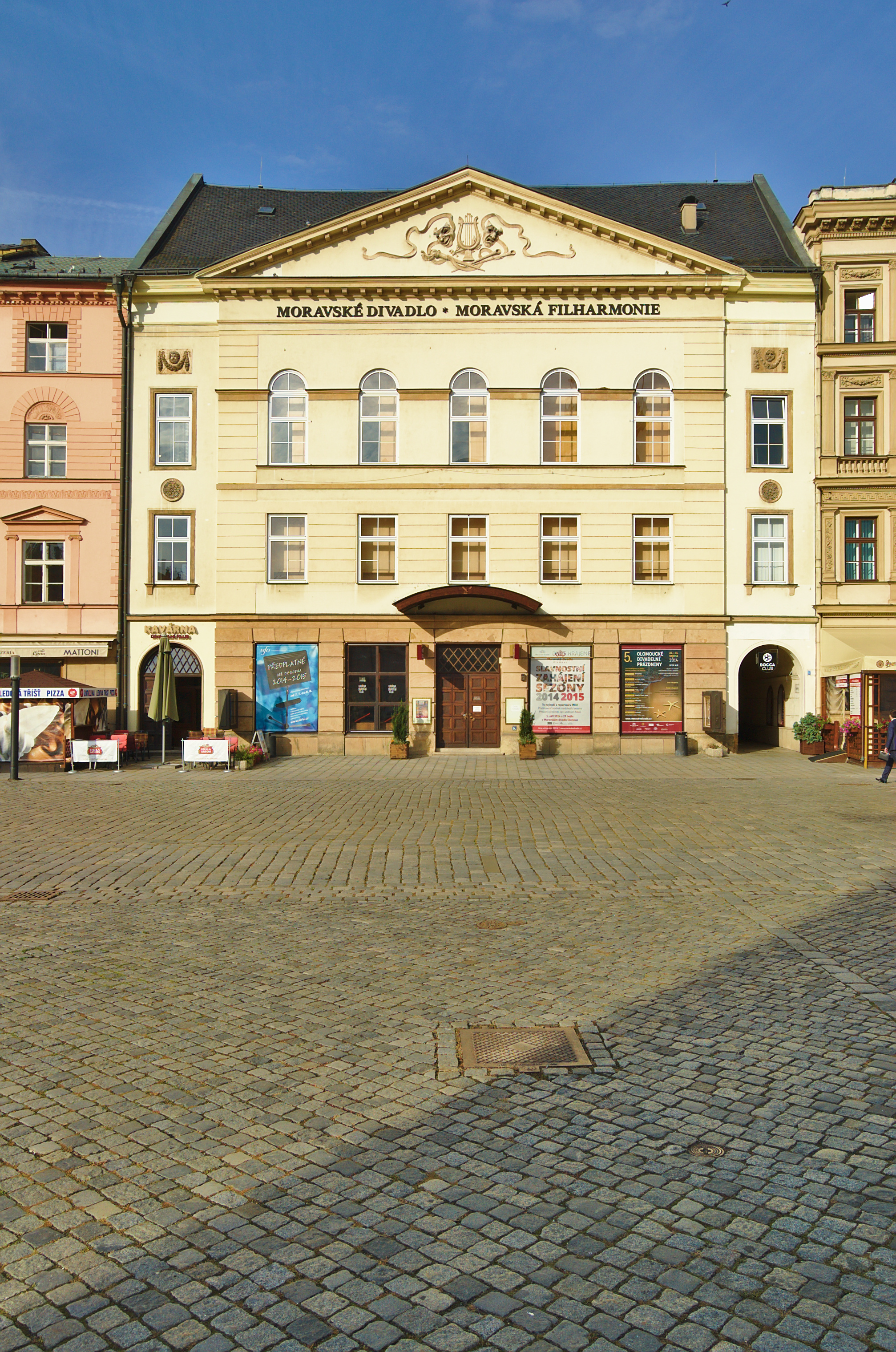
Teatro Moravo.

### Lato Sud-est

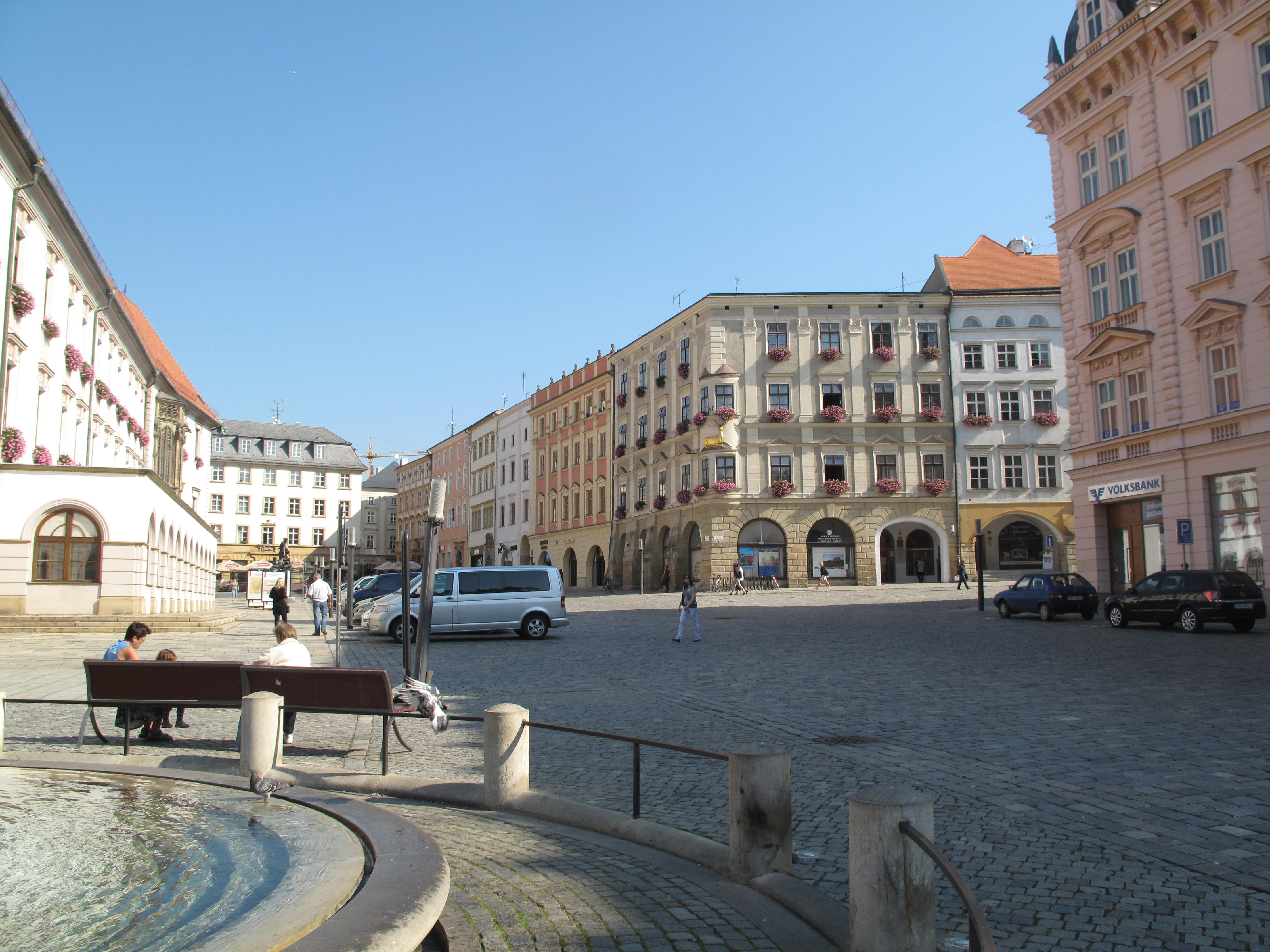
Veduta del lato Sud-est.

- nº 13 Dům U Zlatého prstenu, "Casa all'Anello d'oro", di origini gotiche venne rifatta nel periodo rinascimentale. Il portale monumentale in pietra fra colonne risale agli inizi del XVIII secolo. Negli anni 1874-1875 la casa venne ricostruita e dotata dell'attuale facciata neo-rinascimentale.
- nº 201, Dům U Zlatého jelena, "Casa al Cervo d'oro", ha avuto origine dalla fusione rinascimentale di due edifici gotici, probabilmente della fine del XIII secolo delle quali conserva le cantine a volta costolonata e con alcune stanze al piano terra con volte reticolate. Nel tardo XVI secolo i due edifici vennero uniti e creato il portico con il bovindo angolare. La facciata venne modificata nel XVIII-XIX secolo, quando fu anche aggiunto il terzo piano.
- n° 202, Dům U Zlaté hvězdy, "Casa alla Stella d'oro". Edificio gotico del XV secolo, alterato in stile rinascimentale nel XVI secolo di cui resta la facciata del cortile con gallerie a volta su mensoloni di pietra. La facciata principale presenta un sontuoso prospetto del tardo '600 con alte paraste all'epoca sormontate da busti di imperatori. Gli stucchi delle finestre risalgono alla metà del '700. Nel 1928 venne aggiunto il terzo piano, e i busti vennero spostati, sull'attico.
- nº 205, Dům U Černého psa, "Casa al Cane nero", deve il suo nome al rilievo della facciata. È un edificio tardo-gotico rifatto nel 1709 in seguito a un incendio. La facciata, con portale rinascimentale, risale all'ultimo terzo del XVIII secolo.

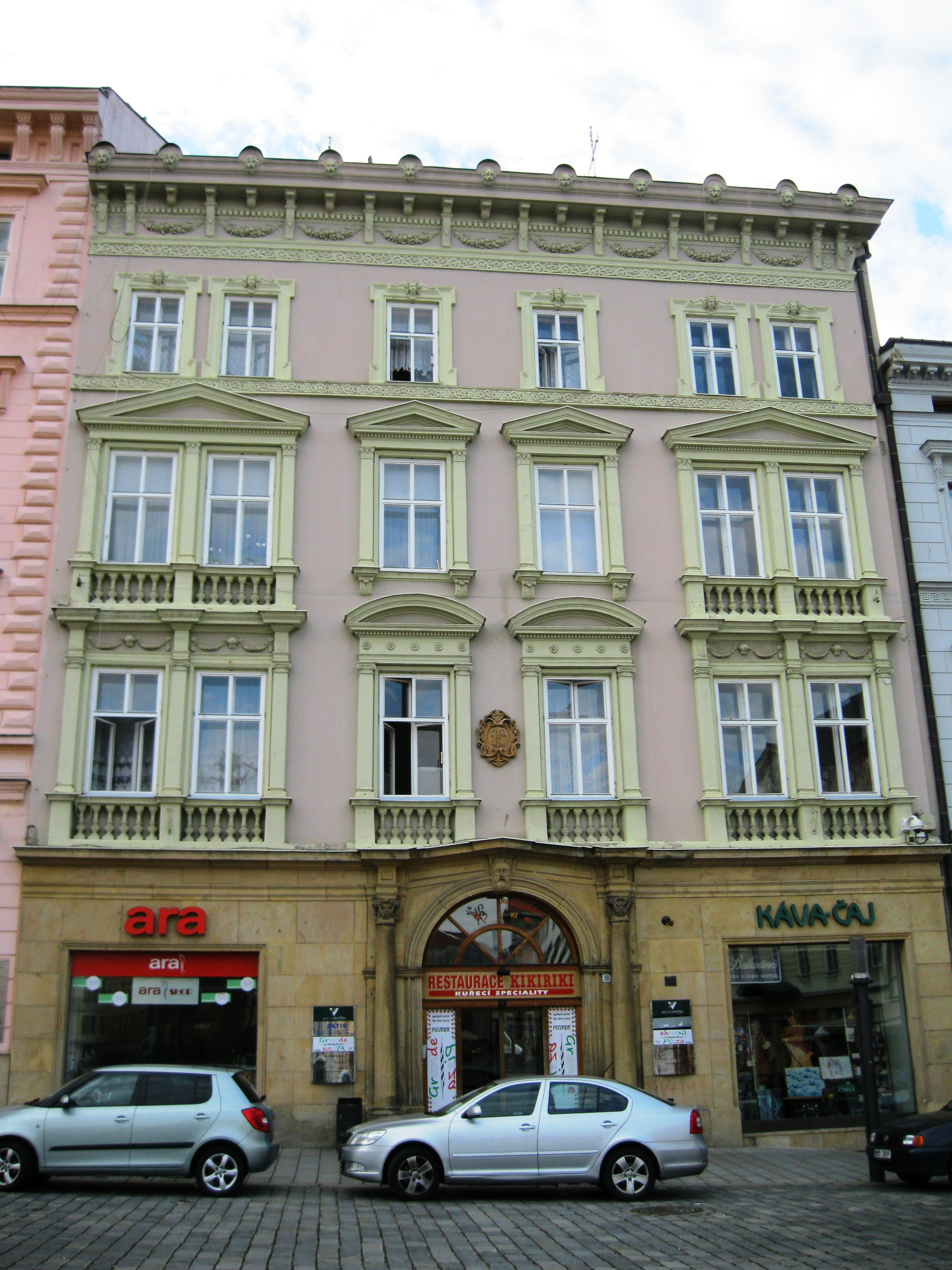
Casa all'Anello d'oro.
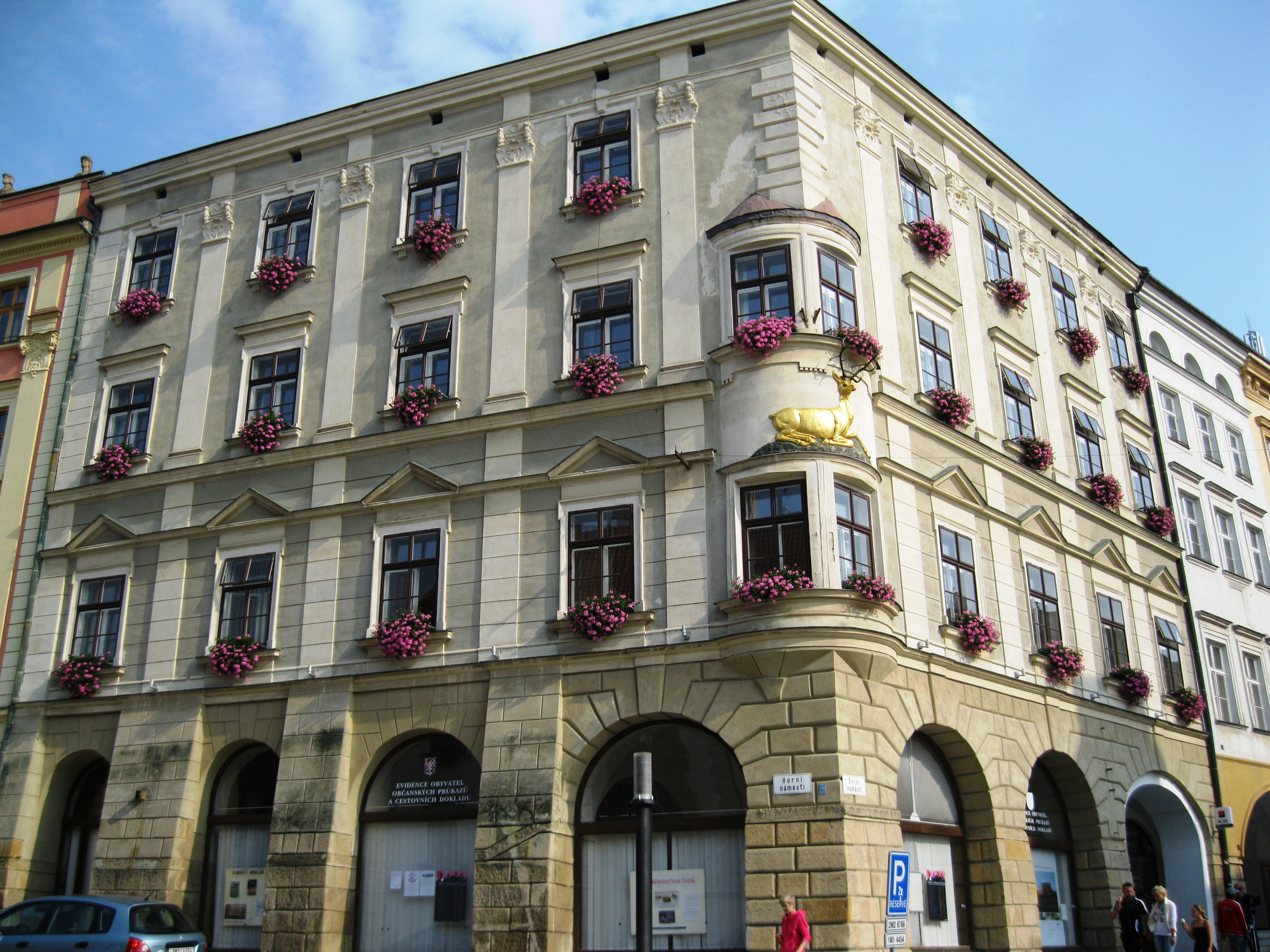
Casa al Cervo d'oro.
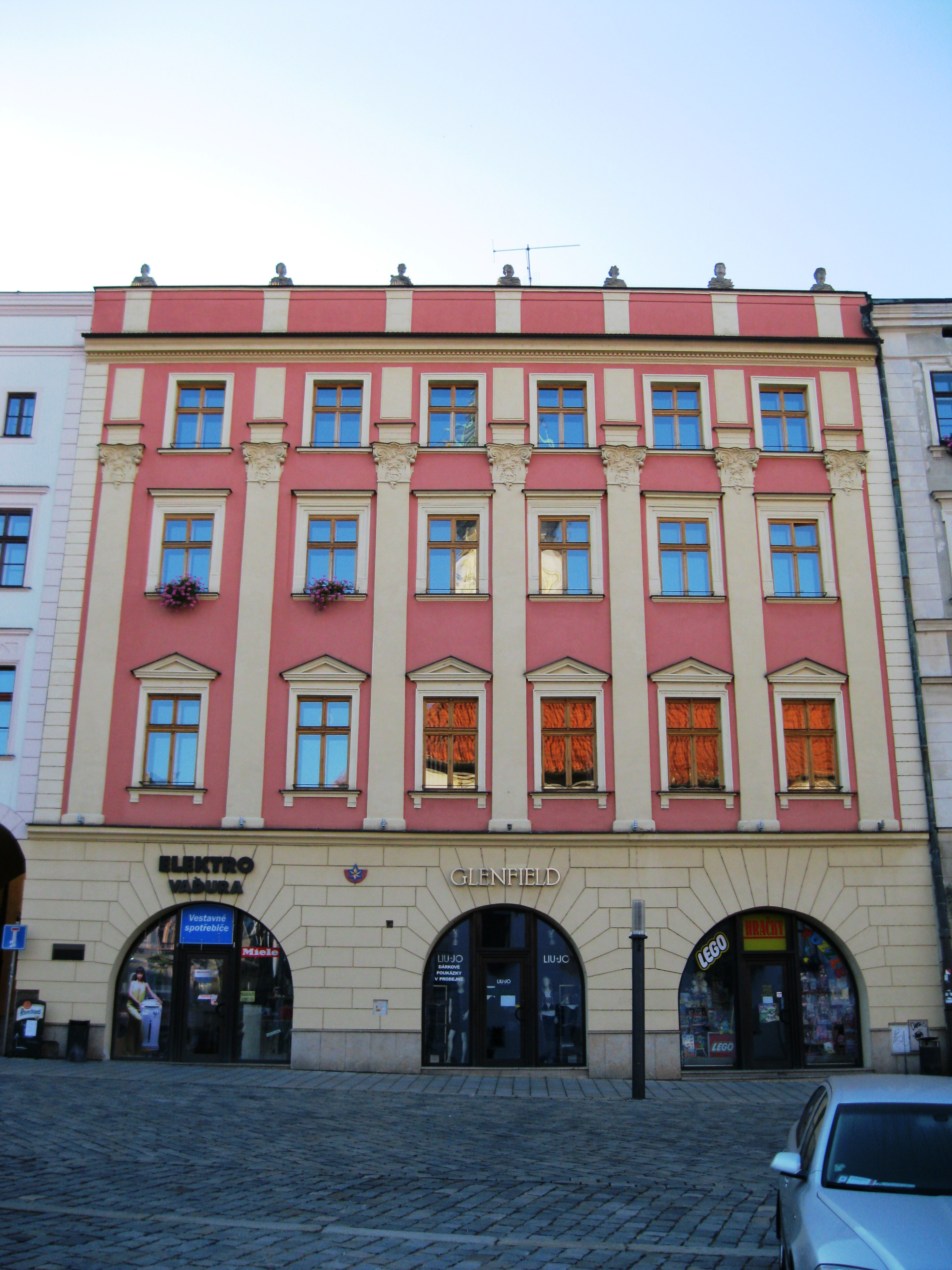
Casa alla Stella d'oro.
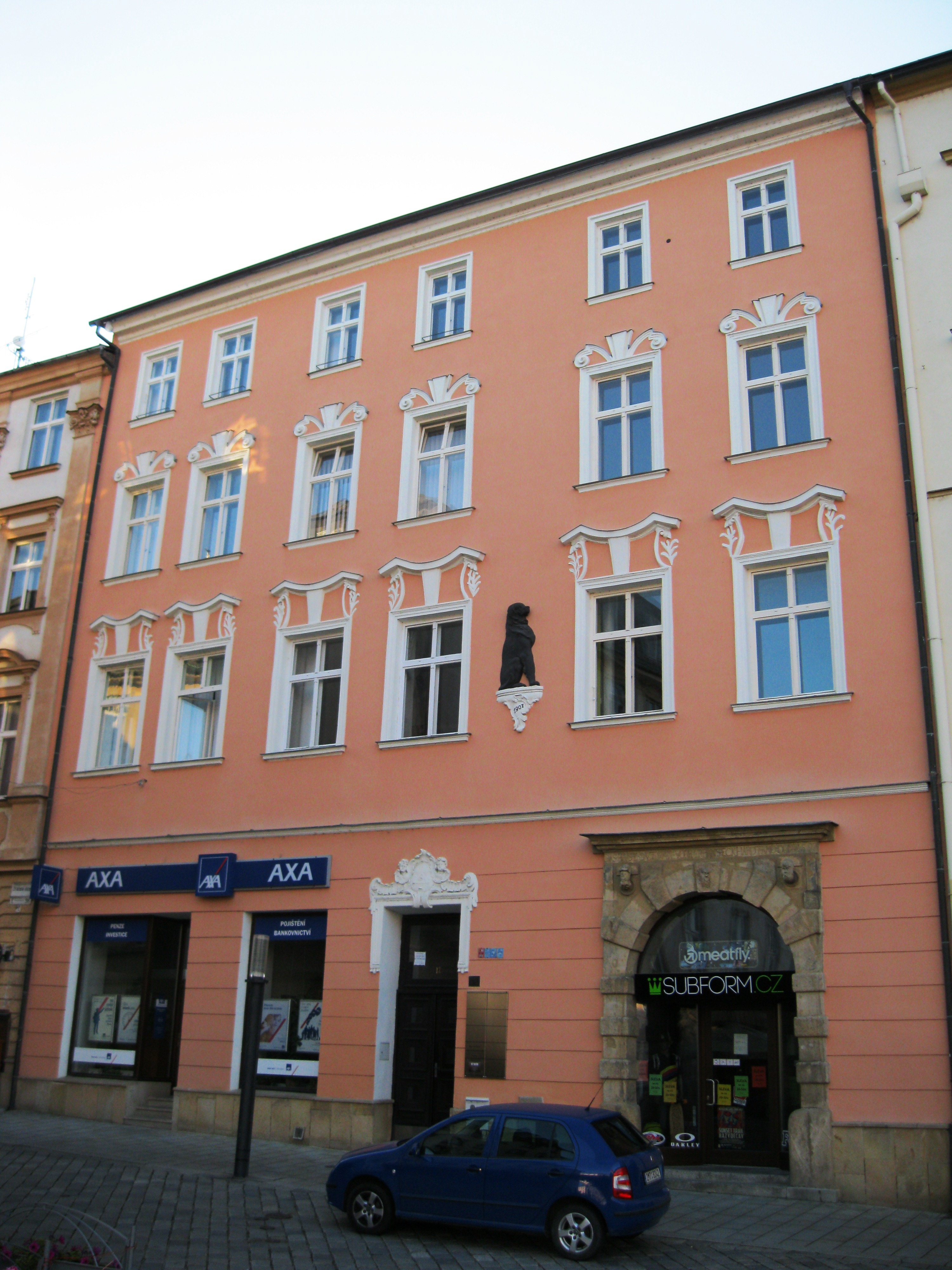
Casa al Cane nero.

### Lato Nord-est

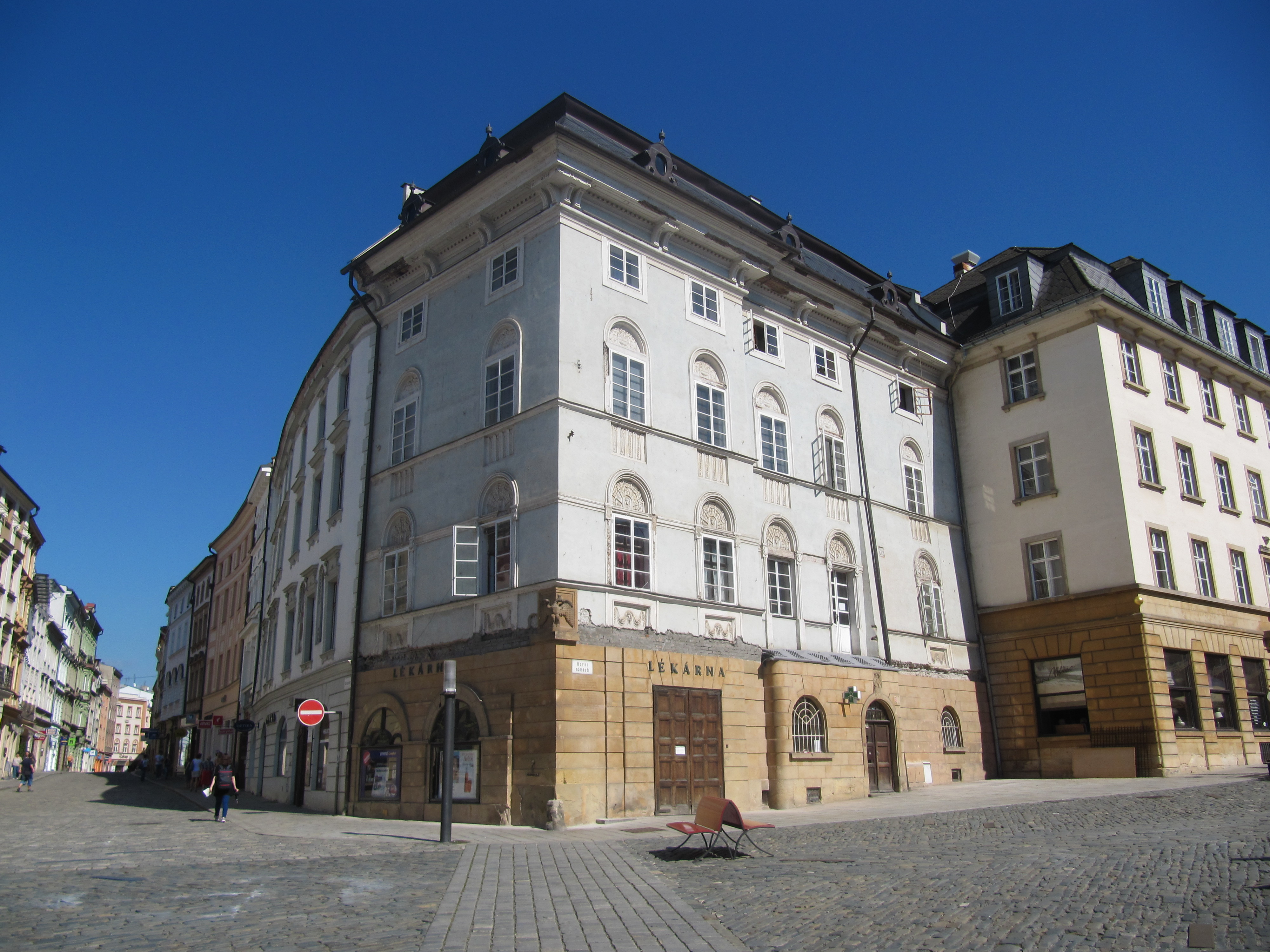
La Casa all'Aquila nera.

- nº 323, Dům U černého orla, "Casa all'Aquila nera", questa casa mercantile di origini medievali, vide l'apertura della prima farmacia della Moravia[2] nel 1571 su decreto imperiale. Nel 1751 venne acquistata da Jan Antonín Storch che la ristrutturò e la chiamò Lékárna U černého orla, "Farmacia all'Aquila nera", nome che mantenne fino alla fine del XIX secolo quando le venne, erroneamente, dato il nome odierno di Krajinská lékárna, "Farmacia regionale". Karel Schrőtter, sindaco cittadino e membro del Consiglio provinciale, ristruttura la farmacia nello stile Impero che conserva ancora oggi.

### Lato Nord

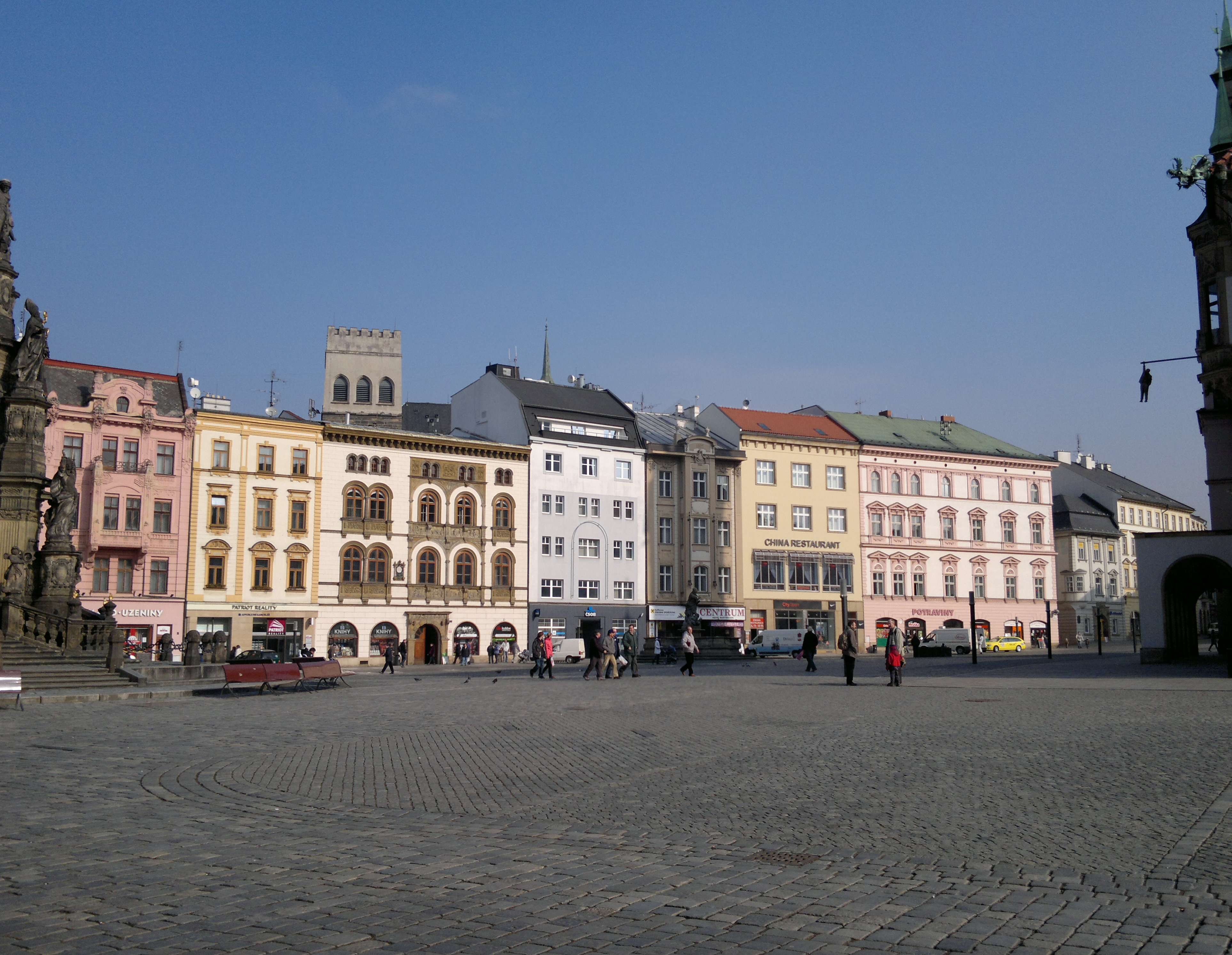
Veduta del lato nord.

- nº 364, Ditrichštejnský palác, "Palazzo Ditrichštejn". Fu costruito all'angolo della piazza con la Opletalova che conduce alla Chiesa di San Maurizio. È un grande edificio che si erge su tre costruzioni medievali, di cui conserva le cantine a volte gotiche, accorpati nel XVI secolo. Modificato nuovamente in epoca Tardo-barocca, deve la facciata neo-rinascimentale al 1890.
- nº 367, Edelmannův palác, "Palazzo Edelmann" è un grande palazzo nobiliare eretto in stile rinascimentale nell'ultimo quarto del XVI secolo si edifici precedenti di cui conserva le cantine a volte gotiche. I bei rilievi della facciata sono del 1572.
- nº 371, Salmův palác "Palazzo Salm" è una monumentale residenza nobiliare eretta dal 1687 su tre edifici medievali di cui conserva le cantine gotiche. Nel 1728 vennero rifatte le facciate in stile barocco, e nel 1791 venne sopraelevato con la creazione del terzo piano.

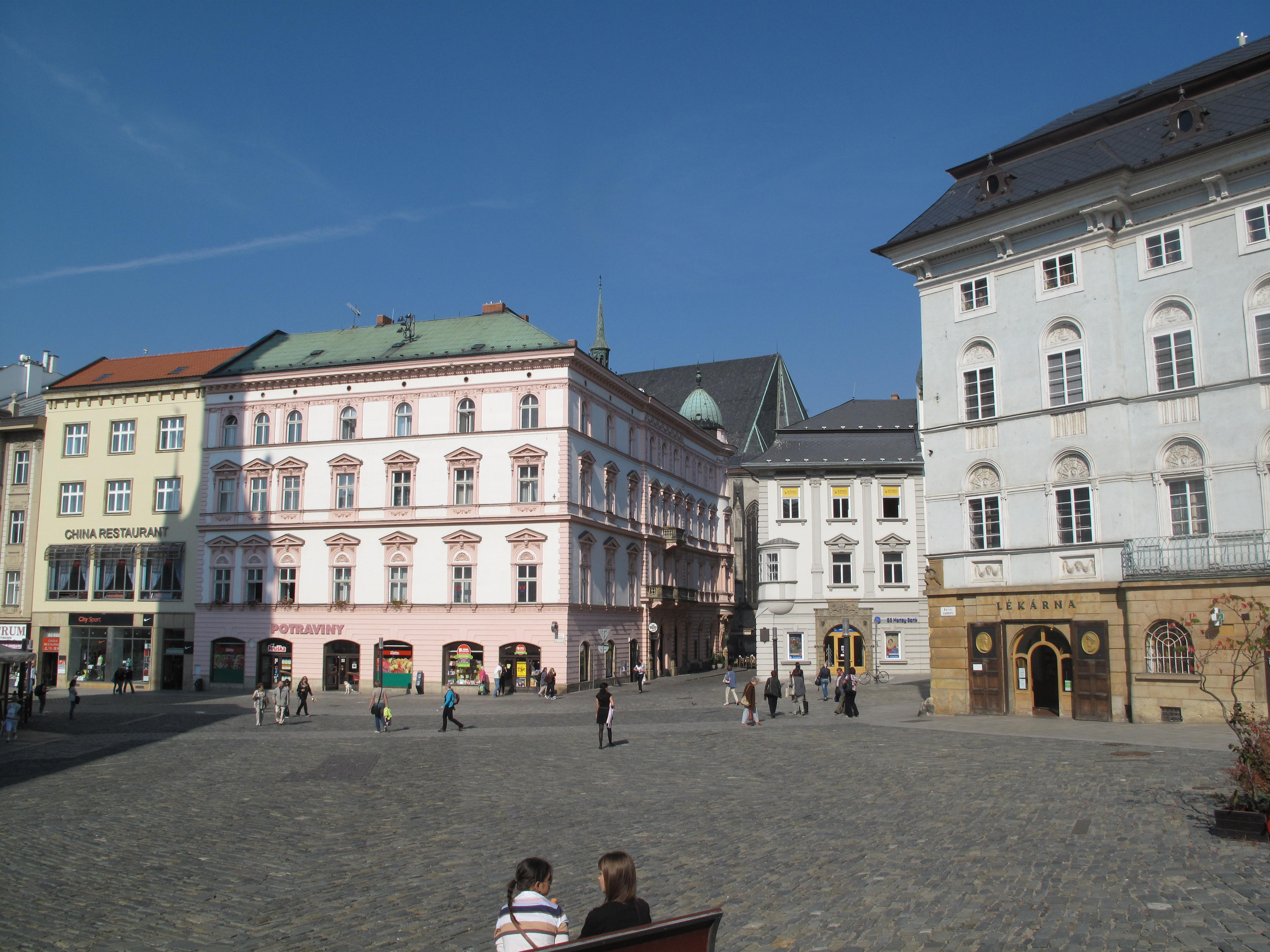
L'angolo Nord-est.
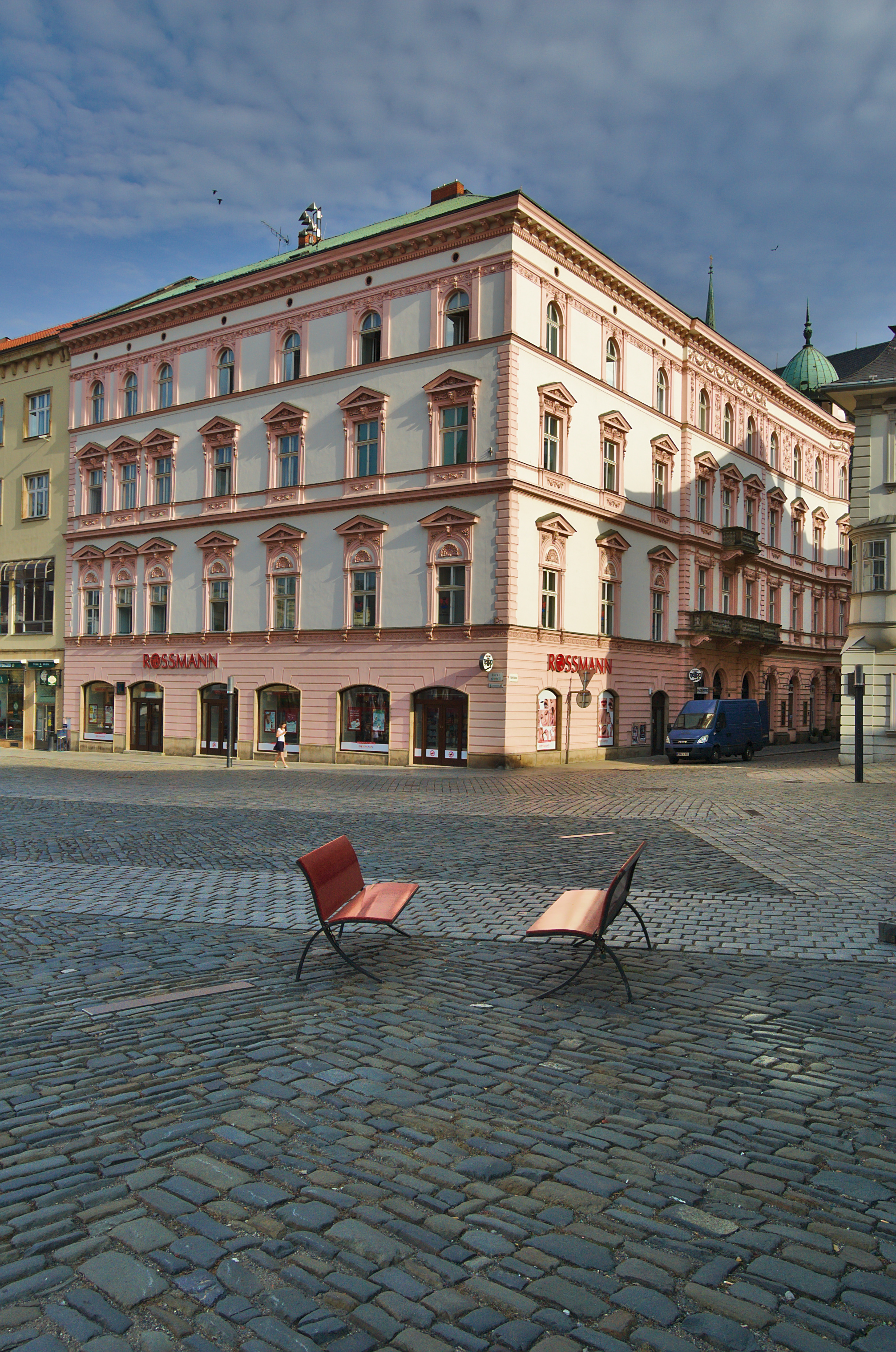
Palazzo Ditrichštejn.
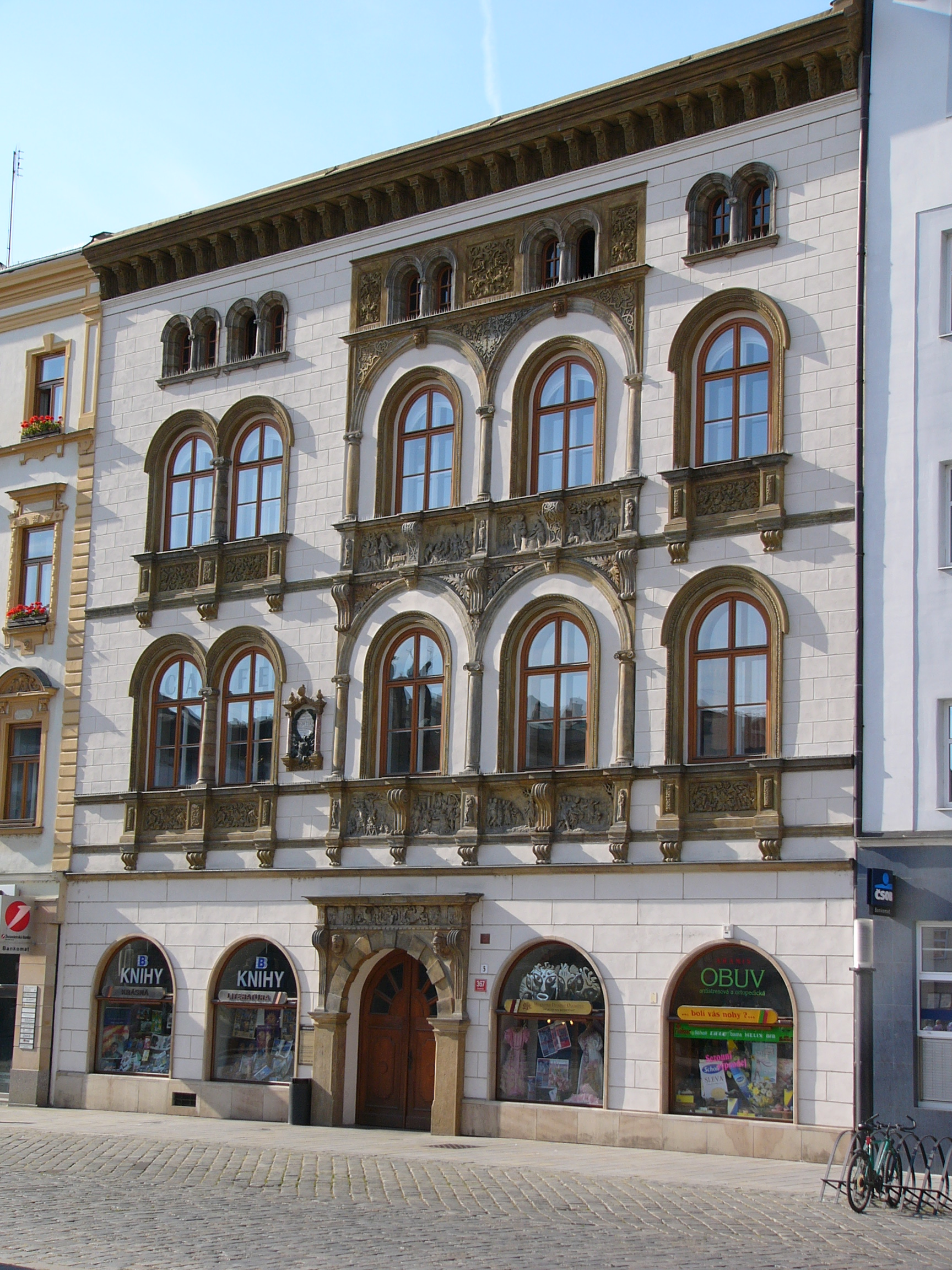
Palazzo Edelmann.
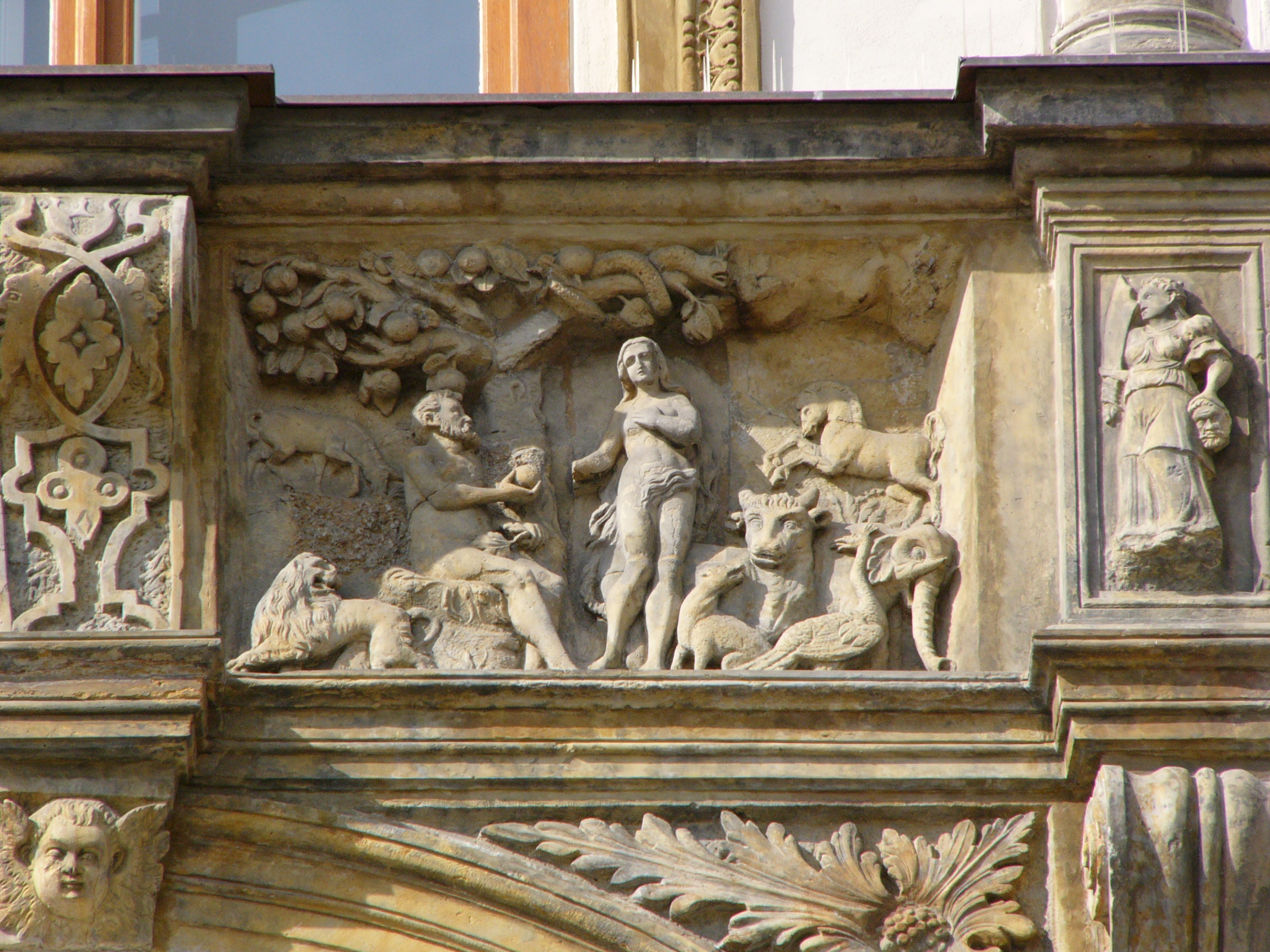
Rilievi del 1572 di Palazzo Edelmann.
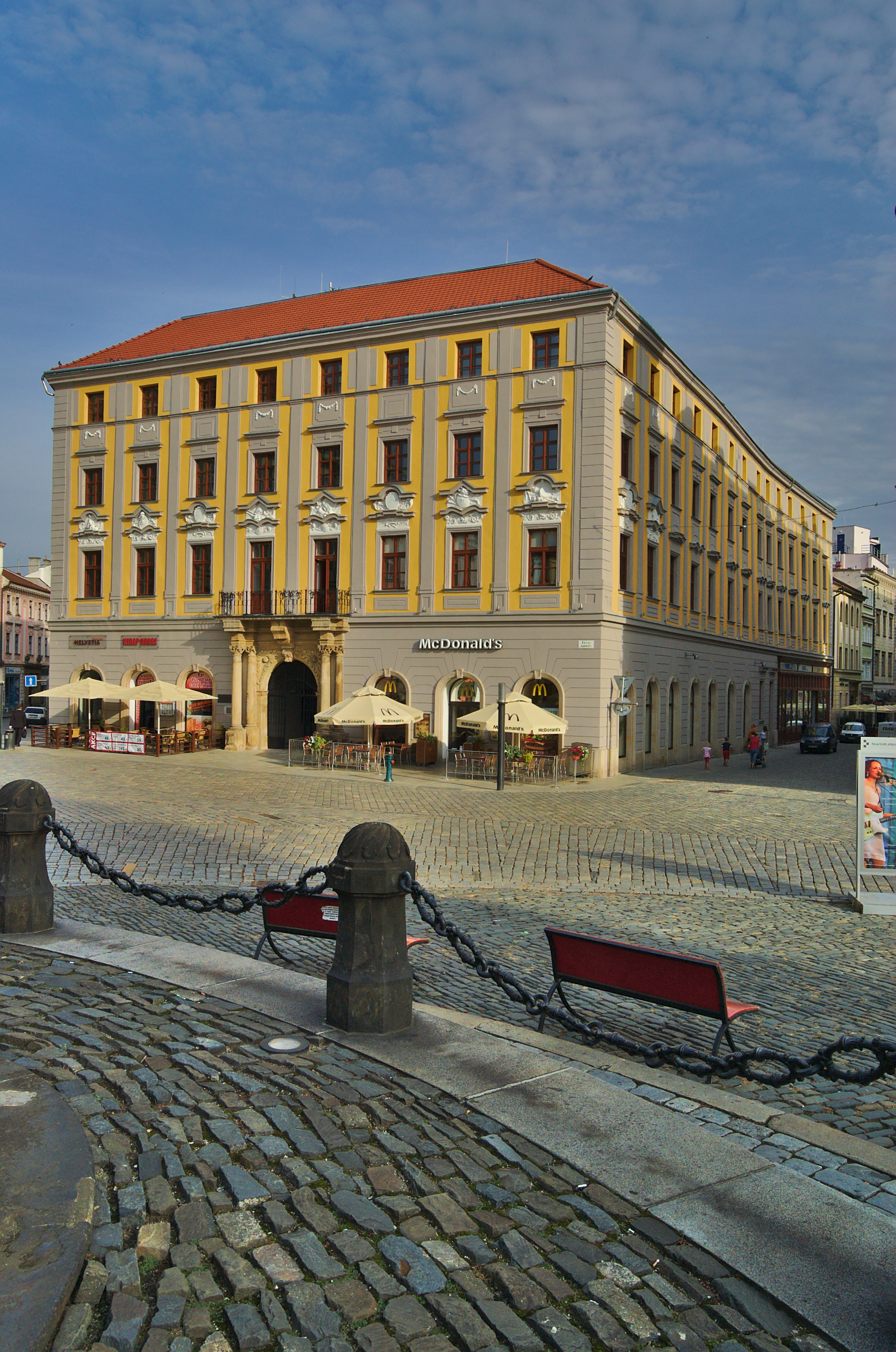
Palazzo Salm.